# مالكوم دانفورد
مالكوم دانفورد (بالإنجليزية: Malcolm Dunford)‏ هو لاعب كرة قدم نيوزيلندي في مركز الدفاع، ولد في 10 يناير 1963 في ويلينغتون في نيوزيلندا. شارك مع منتخب نيوزيلندا لكرة القدم. أما مع النوادي، فقد لعب مع ميرامار رينجرز ‏.

## وصلات خارجية
- مالكوم دانفورد على موقع الاتحاد الدولي (مؤرشف)  (الإنجليزية)
- مالكوم دانفورد على موقع قاعدة بيانات كرة القدم.إي يو (الإنجليزية)
- مالكوم دانفورد على موقع ناشيونال فوتبول تيمز (الإنجليزية)